# Albert Bauder

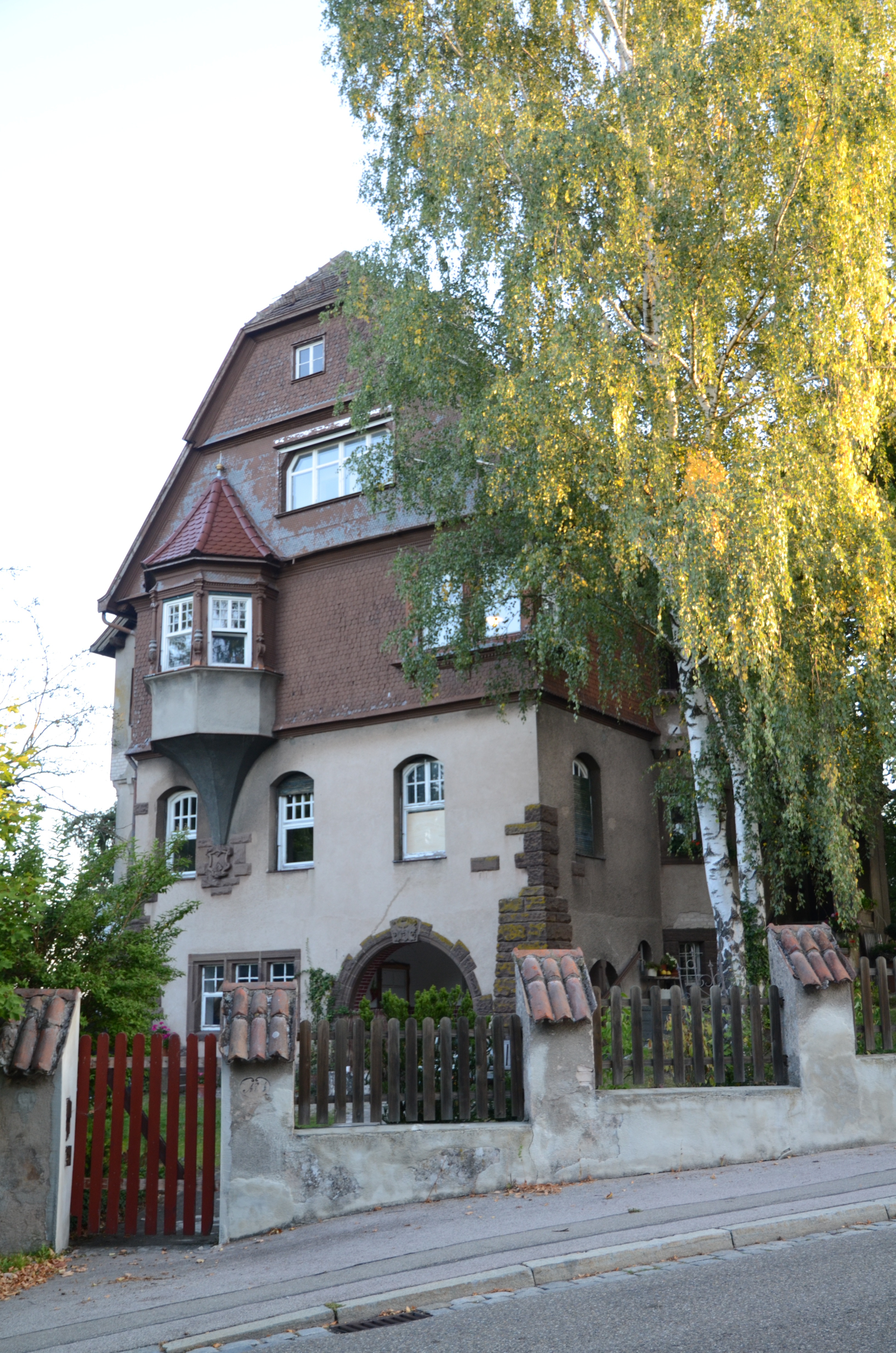
Haus Bechhofener Straße 1 in Dinkelsbühl

Albert Bauder (* 1853 in Reutlingen; † 13. Juni 1930 in Stuttgart) war ein deutscher Zeichenlehrer und Architekt. Er entwarf viele Stadthäuser und Villen. Bauder führte den Professorentitel.

## Leben und Werk
Albert Bauder war in der Zeit des ausgehenden Historismus hauptsächlich in Ludwigsburg aktiv. Zu seinen dortigen Hauptwerken aus dem späten 19. Jahrhundert gehören die Musikhalle, die er zusammen mit Johann Schmohl entwarf, sowie der Umbau der Villa Franck, den er in den Jahren 1886 bis 1897 durchführte, ferner die Villa Feyerabend, die Villa Kallenberg und der Umbau des Hauses Leonberger Straße 17. 1887 entwarf er für die Freimaurerloge Johannes zum wiedererbauten Tempel das Logenhaus Asperger Straße 37, das die Logenbrüder zum Teil in Eigenarbeit errichteten.
1898 zog Bauder nach Stuttgart und verlegte auch sein Büro dorthin, später trat er vor allem in Freudenstadt in Erscheinung. Dort schuf er Gebäude, die nicht nur dem Stil der einheimischen Schwarzwaldhäuser angepasst, sondern auch vom Heimat- und Jugendstil geprägt waren. In Freudenstadt zeugt etwa der 1902 errichtete Murgtäler Hof von Bauders Wirken. Insgesamt plante Bauder mindestens 24 Gebäude in Freudenstadt, darunter auch das Grandhotel Rappen.
Die Festspielhalle in Singen, die Bauder 1906 entwarf, wurde bereits 1918 wegen Baufälligkeit abgerissen.
Albert Bauder wurde auf dem Pragfriedhof in Stuttgart beigesetzt.
Sein Sohn Max Bauder wurde Architekt und wirkte vor allem in Berlin.

## Kuriosum
Bei einer Renovierung des Hauses Leonberger Straße 17 in Ludwigsburg traten Wandmalereien im Flur des Obergeschosses zutage, die den Kölner Dom und das Ulmer Münster zeigen und auf das Jahr 1889 datiert werden. Es wird angenommen, dass diese Malereien von Bauder stammen.